# Анна Каспарссон
Анна Каспарссон (швед. Anna Casparsson, повне ім'я Anna Charlotta Sophia Casparsson, уроджена  von Feilitzen; 1861—1961) — шведська піаністка і художниця по текстилю.

## Життєпис
Анна Каспарссон народилася 10 жовтня 1861 року в окрузі Скеда (з 1971 року в муніципалітеті Лінчепінг) в родині письменника Урбана фон Фейлитіена[s його дружини — піаністки Лоттен фон Фейлитіен, яка була дочкою композитора Адольфа Ліндблада.

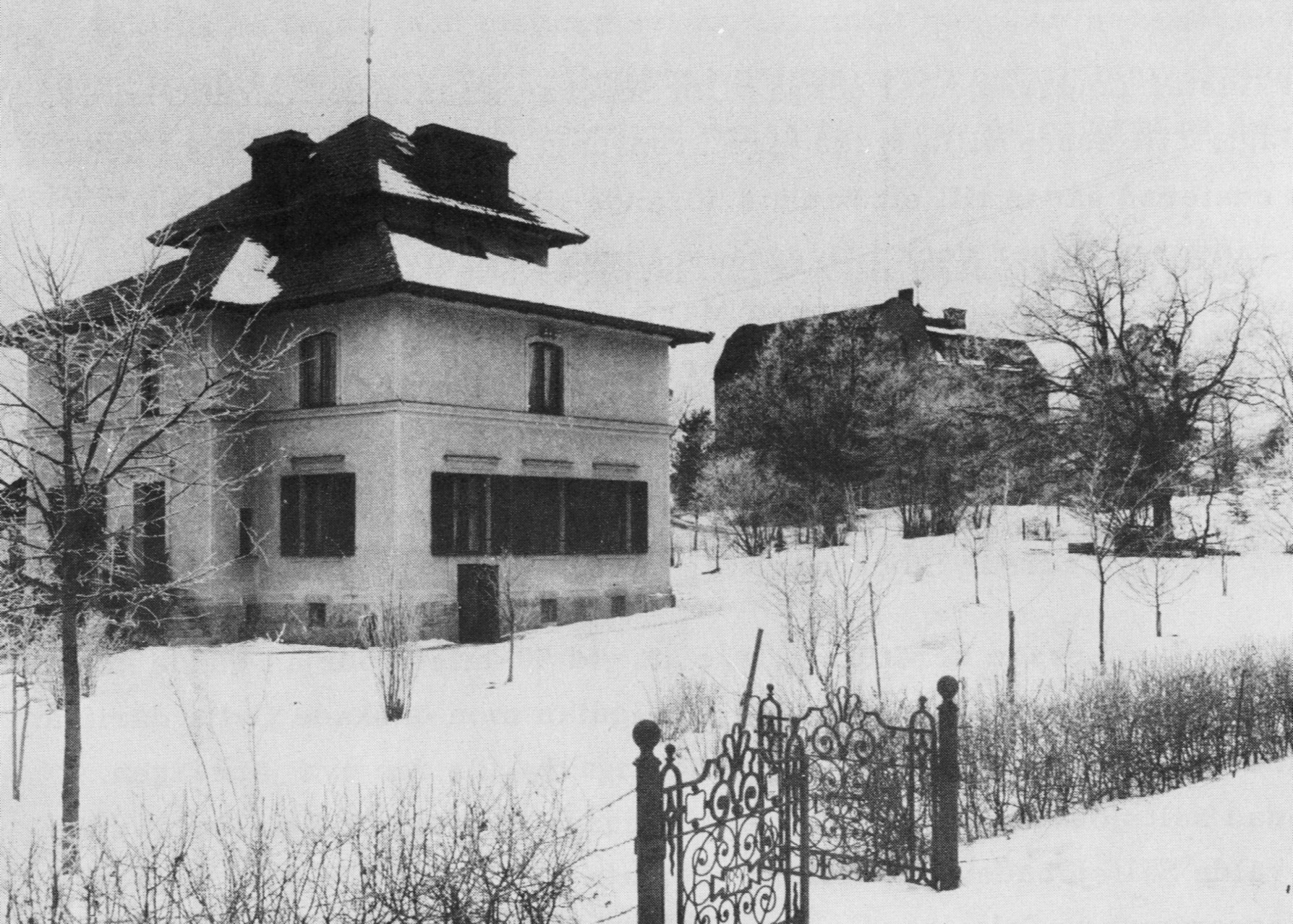
Вілла Snäckan в 1900 році

Анна Каспарссон та її чоловік працювали в страховій компанії Skandia і мали численні контакти, в тому числі і з художниками зі Шведського союзу художників. Подружжя одними з перших побудували в Сальтшебадені віллу Villa Snäckan в патриціанському стилі, де був зал, в якому Анна грала на фортепіано, а також художня студія, в якій працювала дочка Анна і зустрічалися художники.
Після смерті чоловіка і сина, в 1920-х роках, Анна Каспарссон зайнялася вишиванням, чим займалася протягом наступних 60 років. Формально у неї не було художньої освіти, тільки музична, але вона самостійно освоїла розпис по текстилю. І тільки в 1945 році, у віці 84 років, вона дебютувала на виставці в Сальтшебадені. У тому ж році вона брала участь у виставці Nordiska konstnärinnor в художній галереї Лільєвальча (шведський промисловець і меценат) у Стокгольмі. В 1960 році її роботи були показані на персональній виставці в Музеї сучасного мистецтва в Стокгольмі, яка згодом була представлена в зменшеній версії у багатьох художніх галереях і музеях Швеції.
Вишивка зазвичай робилася нитками на матеріалі з шовку або оксамиту. Каспарссон додавала до своїх композицій різнокольорові шматочки тканини, пензлики, мережива, шматочки скла і бісер, іноді прикрашаючи роботу олійною фарбою. Мотиви для своїх творів вона часто брала зі світу казок.
Її роботи знаходяться у стокгольмських Національному музеї Швеції і Музеї сучасного мистецтва.
Померла Анна Каспарссон 24 вересня 1961 року в місті Сальтшебаден муніципалітету Наку.
Влітку 2013 року в Nacka konsthall була організована виставка робіт Анни Каспарссон і її дочки Марії.

### Родина
Ана Каспарссон була одружена з Едвардом Каспарссоном (Edvard Casparsson, 1856—1923), який був гарним другом відомих художників Андерса Цорна і Ернста Юсефсона.
В родині у них було четверо дітей, в числі яких дочка Марія, яка стала художницею.

## Пам'ять
У 1960 році Анні Каспарссон присвятив короткометражний фільм з однойменною назвою режисер Петер Вайс.